# Холсолл, Франческа
Франческа Джин Холсолл (англ. Francesca Jean Halsall; род. 12 апреля 1990, Саутпорт, Мерсисайд) — английская пловчиха, которая представляла Великобританию на Олимпийских играх, чемпионатах мира по водным видам спорта, европейских чемпионатах и Англию на Играх Содружества. Чемпионка мира 2015 года. Специализируется на плавании вольным стилем и баттерфляем. В 2017 году объявила о завершении соревновательной карьеры.

## Биография
Холсолл родилась в Саутпорте и училась в колледже св. Марии в Кросби. По состоянию на 2011 год тренировалась в Лафборо у Бена Титли.

## Карьера

### Ранние годы
Холсолл была самой молодой участницей сборной Англии по плаванию на Играх Содружества 2006 года в Мельбурне, где она завоевала серебряные медали в эстафете 4×100 метров вольным стилем и комбинированной 4×100 метров. Она была членом сборной на чемпионате Европы по водным видам спорта в эстафете 4×100 метров, которая взяла золото в августе 2006 года и успешно защитила свой титул в августе 2008 года в Эйндховене.

### Чемпионат мира на короткой воде 2008
Холсолл выиграла четыре медали на чемпионате мира на короткой воде 2008 года в Манчестере, а также стала бронзовым призёром в эстафете 4×100 м вольным стилем. Эта медаль была завоёвана ровно в её 18-й день рождения. Она выиграла серебряную медаль на дистанции 100 м вольным стилем, уступив Марлен Вельдхёйс из Нидерландов.

### Летние Олимпийские игры 2008

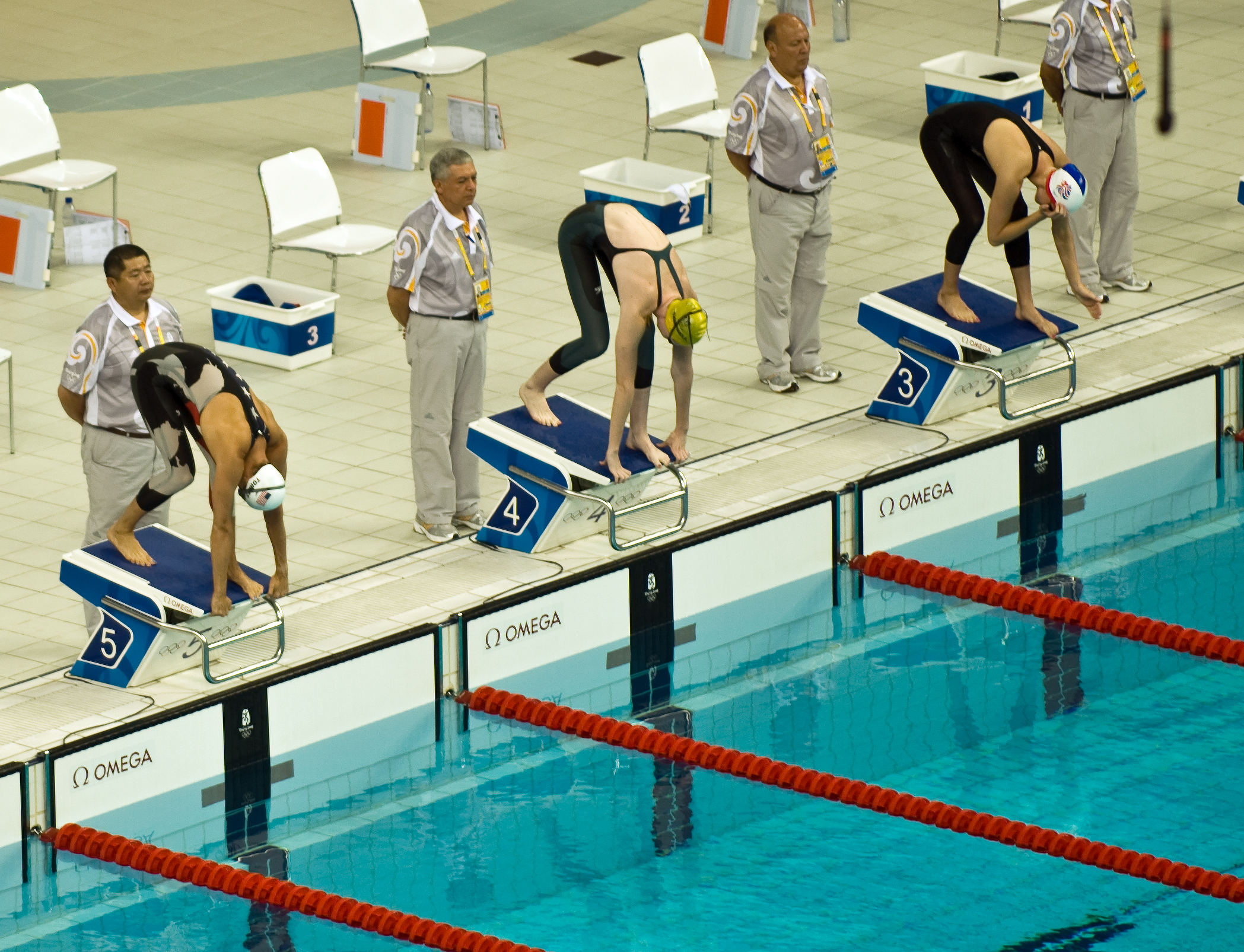
Дара Торрес, Кейт Кэмпбелл и Франческа Холсолл перед стартом заплыва на Олимпиаде в Пекине (2008)

Холсолл представляла Великобританию на летних Олимпийских играх 2008 на дистанциях 100 метров баттерфляем, 50 метров вольным стилем, 100 м вольным стилем и в эстафетах 4×100 м вольным стилем, 4×200 м вольным стилем и комбинированной 4×100 м. Она достигла финала на 100 м вольным стилем, где с результатом 54,29 финишировала восьмой. Она также установила национальный рекорд (53,81), который помог британскому квартету установить новый национальный рекорд 3.38,18 в эстафете 4×100 м вольным стилем.

### Чемпионат мира 2009
Холсолл участвовала в четырёх дисциплинах на чемпионате мира 2009 года в Риме. Она установила рекорд чемпионатов мира на 100 м вольным стилем в предварительном раунде во время переплыва. Холсолл заняла 5-е место на дистанции 50 м вольным стилем с национальным рекордом 24,11 с. На дистанции 100 м она обогнала австралийку Лизбет Трикетт, завоевав серебряную медаль с результатом 52,87 с, уступив только немке Бритте Штеффен, установившей мировой рекорд. Холсолл также выступила в эстафете 4×100 метров, заняв 5-е место.

### Чемпионат Европы 2010
Холсолл выиграла пять медалей на чемпионате Европы 2010 года в Будапеште: 2 золота, 2 серебра и бронзу, и была в составе эстафетной команды на дистанции 4×100 метров, которая успешно защитила свой титул во второй раз. Выиграв пять медалей, она стала самым успешным британским пловцом в рамках одного чемпионата.

### Игры Содружества 2010
На Играх Содружества 2010 года в Нью-Дели Холсол выиграла золотую медаль с национальным рекордом в 26,19 секунды на дистанции 50 метров баттерфляем, обыграв австралийских пловчих. На дистанции 100 метров вольным стилем Холсолл была фаворитом, но из-за болезни не сумела показать свой максимум и завоевала бронзовую медаль. Позже на Играх Холсолл восстановилась и сумела выиграть еще 3 серебряные медали в женской 50 метровой дистанции вольным стилем, а также в составе эстафет 4×100 метров вольным стилем и комбинированной 4×100 метров.

### Летние Олимпийские игры 2012

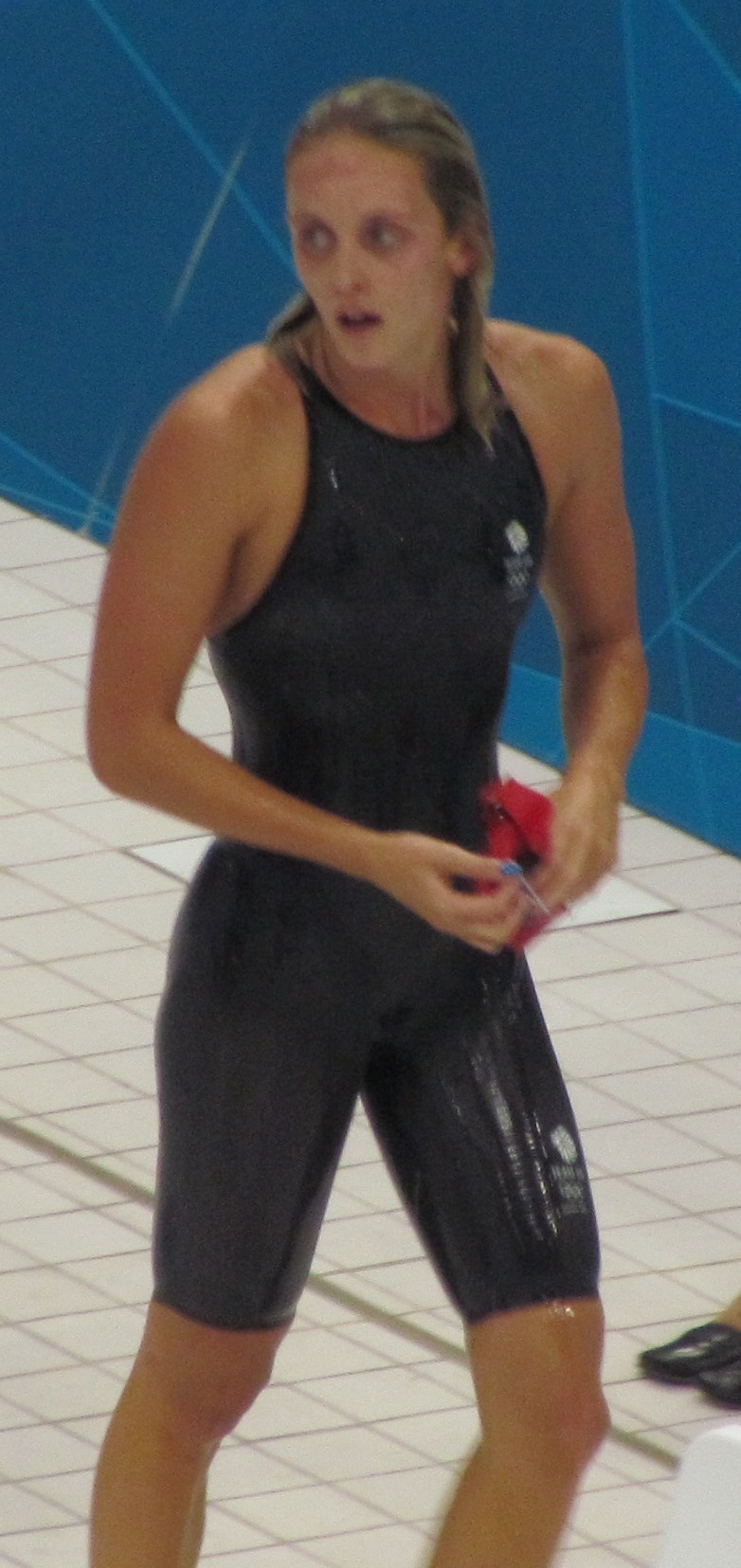
Холсолл на Играх в Лондоне (2012)

На летних Олимпийских играх 2012 года в Лондоне Холсолл участвовала в пяти дисциплинах. Она вышла в полуфинал 100-метровой дистанции баттерфляем, показав время 58,52, Холсолл вышла в финал на 100-метровке вольным стилем и 50 м вольным стилем, заняв 6 и 5 места, соответственно. В эстафете 4×100 м вольным стилем Холсолл преодолела второй этап за 53,29 с, в итоге Великобритания завершила эстафету на 5-м месте. В финале комбинированной эстафеты 4×100 британская команда финишировала восьмой, а Холсолл свой этап преодолела за 54,08 секунды.

### Чемпионат мира 2013
Холсол не сумела завоевать медаль на дистанции 50 метров баттерфляем, заняв четвертое место. Тем не менее, она завоевала бронзу на дистанции 50 метров вольным стилем, показав время 24,30 секунды. Это положило конец разочаровывающей засухе медалей для Великобритании всего через год после лондонской Олимпиады, хотя Холсолл и осталась единственным британским пловцом, завоевавшим медаль.

### Чемпионат мира 2015

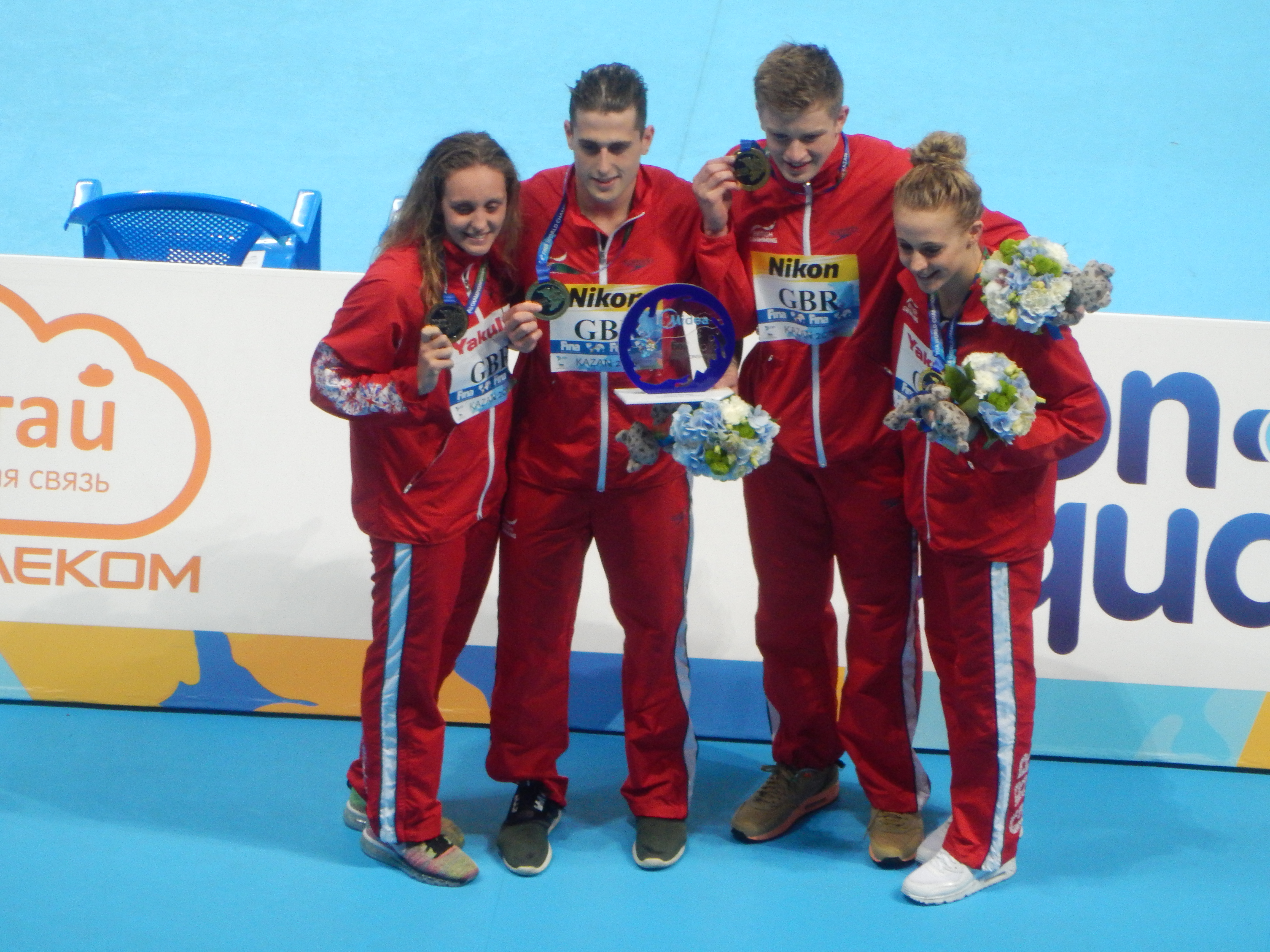
Чемпионы мира и мировые рекордсмены в комбинированной эстафете (2015)

На чемпионате мира в Казани Франческа впервые стала чемпионкой мира в смешанной комбинированной эстафете, при этом сборная Великобритании установила мировой рекорд.

### Олимпийские игры 2016
Франческа участвовала в третьих для себя Олимпийских играх в Рио-де-Жанейро, став на 50-метровой дистанции четвёртой. При этом, она уступила 0,02 секунды бронзовому призёру и 0,06 чемпионке.
В 2017 году завершила карьеру.

## Личные рекорды
| Дистанция                               | Длинный бассейн | Короткий бассейн  |
| --------------------------------------- | --------------- | ----------------- |
| 50 метров вольным стилем                | 23.96 (2014) NR | 23.44 (2009) NR   |
| 100 метров вольным стилем               | 52.87 (2009) NR | 51.19 (2009) NR   |
| 200 метров вольным стилем               | 1.59.13 (2008)  | 1.53.79 (2010) NR |
| 500 метров баттерфляем                  | 25.20 (2014) NR | 25.29 (2014) NR   |
| 100 метров баттерфляем                  | 57.40 (2010)    | 55.71 (2009) NR   |
| 100 метров комплекс                     | —               | 58.55 (2009) NR   |
| NR = национальный рекорд Великобритании |                 |                   |